# Protaetia ducalis
Protaetia ducalis är en skalbaggsart som beskrevs av Mohnike 1873. Protaetia ducalis ingår i släktet Protaetia och familjen Cetoniidae. Inga underarter finns listade i Catalogue of Life.